# Escalidòfors
Els escalidòfors (Scalidophora) són un grup d'invertebrats pseudocelomats o celomats marins que consta de tres embrancaments: Kinorhyncha, Priapulida i Loricifera. Els membres d'aquest grup tenen en comú un conjunt de característiques, incloent larves introvertides i la muda de la cutícula (ècdisi). Es pensa que els grups més propers són els panartròpodes i els nematodes.
Les dues espècies que comprèn el gènere fòssil Markuelia, del Cambrià mitjà, es creu que són escalidòfors.
El grup rep el nom per les espines (escàlides) que cobreixen el introvert (cap que es pot retreure dins el tronc).

## Filogènia
A continuació un cladograma que mostra la relació filogènica dels escalidòfors:
|              | Panartròpodes                                                                          |
|              |                                                                                        |
|              | Nematodes                                                                              |
|              |                                                                                        |
|              | Nematomorfs                                                                            |
|              |                                                                                        |
| Escalidòfors | \| \| Cinorrincs \| \| \| \| \| \| Loricífers \| \| \| \| \| \| Priapúlids \| \| \| \| |
|              | \| \| Cinorrincs \| \| \| \| \| \| Loricífers \| \| \| \| \| \| Priapúlids \| \| \| \| |
|              | Cinorrincs                                                                             |
|              |                                                                                        |
|              | Loricífers                                                                             |
|              |                                                                                        |
|              | Priapúlids                                                                             |
|              |                                                                                        |

|  | Cinorrincs |
|  |            |
|  | Loricífers |
|  |            |
|  | Priapúlids |
|  |            |